# Ch'utillos
La Fiesta de Ch'utillos ou Fiesta de San Bartolomé acontece em Potosí, Bolívia, onde se diz que São Bartolomeu, mais ou menos em 1589, lutou contra o demônio e o venceu. Desde então a população começou a adorá-lo.

## História
Espalhou-se um boato de que o demônio estaria escondido num barranco chamado La puerta, que fica a uns sete quilômetros da cidade de Potosí. Dizia-se que qualquer pessoa ou animal que passasse por lá morreria. Os indígenas de Cantumarca começaram a adorar o "demônio" em troca de favores e,em seguida, sob ajuda e influência de religiosos da época, os espanhóis trouxeram a imagem de São Bartolomeu e espalharam o boato de que o santo havia conquistado o ser maligno.
É desse mito que surge a festa de São Bartolomeu, que se celebra nos dias 26 e 27 de agosto. Mas a maioria dos potosinos começam a comemorar no começo do mês.
Nesta celebração milhares de pessoas e devotos acompanhados por bandas de música típica, danças  caporales, morenadas, diabladas, tinkus e outros, mais de 120 grupos mostram a variedade da riqueza cultural e tradicional da Bolívia. Este feriado também exibe prata fina e vários artesanatos de San Luis, assim como os famosos doces Potosinos e comidas típicas.
Esta entrada chama a atenção dos turistas nacionais e estrangeiros devido as características e história da cidade de Potosi, a maior cidade boliviana de tempos coloniais que até hoje mantém suas ruas, casas e seu povo como naqueles tempos.